# Jürgen Bauer (Fußballspieler, 1998)
Jürgen Bauer (* 7. Juli 1998) ist ein österreichischer Fußballspieler.

## Karriere
Bauer begann seine Karriere beim SV Bad Erlach. 2009 wechselte er zum 1. Wiener Neustädter SC. Ab der Saison 2009/10 spielte er für den SC Wiener Neustadt, nachdem dieser die Mannschaften des 1. WNSC übernommen hatte. Zwischen 2011 und 2013 spielte Bauer für den FC Admira Wacker Mödling.
Im August 2015 debütierte er für die Amateure von Wiener Neustadt in der fünftklassigen 2. Landesliga, als er am ersten Spieltag der Saison 2015/16 gegen den ASK-BSC Bruck/Leitha in der Startelf stand. Im Mai 2016 stand er gegen den FC Wacker Innsbruck erstmals im Kader der Profis. Zur Saison 2016/17 rückte er fest in diesen auf.
Mit den Amateuren von Wiener Neustadt stieg Bauer 2018 in die sechsthöchste Spielklasse ab. Im Oktober 2018 debütierte er schließlich für die Profis in der 2. Liga, als er am elften Spieltag der Saison 2018/19 gegen den FC Liefering in der 70. Minute für Miloš Jovičić eingewechselt wurde.
Nach dem Zwangsabstieg von Wiener Neustadt wechselte er zur Saison 2019/20 zum Zweitligisten SV Horn. In Horn konnte er sich im Profifußball etablieren, in vier Saisonen absolvierte der Rechtsverteidiger 108 Zweitligaspiele für die Waldviertler. Zur Saison 2023/24 wechselte er innerhalb der Liga zum First Vienna FC, bei dem er einen bis Juni 2025 laufenden Vertrag erhielt.